# Felix Gössmann
Felix Gössmann OSA (* 19. September 1907 in Erbshausen-Sulzwiesen; † 21. August 1968 in Würzburg) war ein deutscher römisch-katholischer Theologe.

## Leben
Nach dem Noviziat legte er am 28. April 1928 seine Profess ab. In Rom empfing er am 12. Juli 1931 die Priesterweihe. Er promovierte 1933 an der Pontificia Universitas Gregoriana zum Doktor der Theologie. Ab 1937/38 lehrte er Exegese des Alten Testaments am Ordensstudium der holländischen Provinz in Nijmegen. 1943 promovierte er in den Bibelwissenschaften. 1961 wurde er als Professor für das Alte Testament und für orientalische Sprachen auch an die Pontificia Universitas Lateranensis berufen. Papst Johannes XXIII. berief ihn 1960 zunächst in die vorbereitende Kommission für die katholischen Ostkirchen, nach der Eröffnung des Konzils gehörte er der entsprechenden Konzilskommission als Peritus an.

## Schriften (Auswahl)
- Der Kirchenbegriff bei Wladimir Solovjeff. Würzburg 1936, OCLC 230722645.
- mit Anton Deimel: Šumerisches Lexikon. Teil 1. Šumerische, akkadische und hethitische Lautwerte. Nach Keilschriftzeichen und Alphabet. Rom 1947, OCLC 174660373.
- Teil 4. Band 2. Planetarium Babylonicum oder die sumerisch-babylonischen Stern-Namen.Rom 1950, OCLC 64870219.
- Das Era-Epos. Würzburg 1956, OCLC 250301652.